# Tomentella indica
Tomentella indica är en svampart som beskrevs av S.S. Rattan 1977. Tomentella indica ingår i släktet Tomentella och familjen Thelephoraceae.   Inga underarter finns listade i Catalogue of Life.